# Bántölgyes
Bántölgyes (1899-ig Dubnicska, szlovákul Dubnička) község Szlovákiában, a Trencséni kerületben, a Báni járásban.

## Fekvése
Bántól 9 km-re északkeletre fekszik. 

## Története
1389-ben „Dubnycha” néven említik először. 1481-ben „Dubnyczka” alakban tűnik fel. Ugróc várának uradalmához tartozott. 1598-ban 14 háza volt. 1720-ban 4 háztartása adózott. 1784-ben 26 házában 37 családban 189 lakos élt.
A 18. század végén Vályi András így ír róla: „DUBNIKA. Dubnitzka. Tót falu Trentsén Vármegyében, birtokosai több Uraságok, lakosai katolikusok, fekszik Zay Ugrótznak szomszédságában, határbéli földgye elég termékeny, legelője ’s erdeje is elég, ’s szép vagyonnyai szerént, első Osztálybéli.”
1828-ban 24 háza és 197 lakosa volt. Lakói mezőgazdasággal és erdei munkákkal foglalkoztak.
Fényes Elek 1851-ben kiadott geográfiai szótárában így ír a faluról: „Dubniczka, Trencsén m. tót falu, a Zaj-ugróczy uradalomban. Számlál 31 kath., 166 evang. lak.”
A trianoni diktátumig Trencsén vármegye Báni járásához tartozott.
Lakói főként idénymunkákból éltek.

## Népessége
| Év:            | 1994. | 2004.    | 2014.    | 2024.   |
| -------------- | ----- | -------- | -------- | ------- |
| Emberek száma: | 91    | 75       | 118      | 123     |
| Eltérés:       |       | -17,58 % | +57,33 % | +4,23 % |

| Év:            | 2023. | 2024.   |
| -------------- | ----- | ------- |
| Emberek száma: | 124   | 123     |
| Eltérés:       |       | -0,80 % |

1910-ben 158, túlnyomórészt szlovák anyanyelvű lakosa volt.
2001-ben 75 szlovák lakosa volt.
2011-ben 115 lakosából 110 fő szlovák volt.